# 渡辺あゆ
渡辺 あゆ（わたなべ あゆ、8月6日 - ）は、日本の漫画家。
「Secret Heaven」で第18回BF新人まんが大賞で入選しデビュー。『別冊フレンド』（講談社）2009年3月号から2017年9月号まで「L♥DK」を連載した。

## 作品リスト
- スウィート・ダーリン（2002年、全1巻）
- 最高級に愛そうぜ!（2003年、全1巻）
- 元カレ（2003年、原作：小松江里子、全1巻）
- 君だけに愛を。（2004年、全1巻）
- Dear Friends リナ&マキ（2005年、原作：Yoshi、全1巻）
- 最後の片想い（2005年、全1巻）
- キミがスキ（2006年 - 2007年、全3巻）
- ageha（2006年、原作：桜井亜美、全1巻）
- スキ ドキ（2007年、全1巻）
- オトメゴコロ（2008年、全2巻）
- キミがスキPLUS（2009年、全1巻）
- L♥DK（2009年 - 2017年、全24巻）
  - L♡DK Pink（2022年[1] - 連載中、既刊1巻）※不定期連載[1]
- メンズライフ（2018年 - 2019年、全4巻）
- 嵐士くんの抱きマクラ（2020年 - 2023年[2]、全6巻）
- ココロ、恋にあらず。（『Kiss』2025年9月号[3] - ）

### アンソロジー
- ヴァージンズ 最高の初体験（2001年、「Happy Virgin Road」収録）
- ヴァージンズ 感動の純愛（2002年、「君の一番になる」収録）
- 涙100万粒のリアル・ライフ（2005年）
- 一生に一度の本気愛（2006年）
- 恋バナ 赤（2006年、原作：Yoshi、「告白」収録）
- 恋バナ 青（2006年、原作：Yoshi、「元カレ」収録）
- やっぱり、純愛!（2008年、「キミがスキ -番外編-」収録）
- 禁断の恋人（2009年、「シンプル・キス」収録）
- 原色ツンデレ男子。攻めカレ（2009年、「キミがスキPLUS Passion Pink Version」収録）
- 原色ツンデレ男子。萌えカレ（2009年、「スキ ドキ」収録）
- 原色ツンデレ男子。純情カレシ（2010年、「純情ハンサム」収録）